# Знамењски сабор
Знамењски сабор (рус. Знаменский собор) саборни је храм под ингеренцијом Руске православне цркве. Налази се у граду Великом Новгороду, на подручју Новгородске области, на северозападу европског дела Руске Федерације. Градња храма започела је 1682. године на месту порушене цркве из XIV века посвећене Знамењској икони Мајке Божије (грч. Πλατυτέρα). Храм је изграђен на иницијативу тадашњег митрополита новгородског и великолушког Корнилија.
Црква се од 1992. године налази на Унесковој листи светске баштине као део комплекса Историјски споменици Новгорода и околине. Храм се такође налази на листи културног наслеђа Руске Федерације где је заведен под бројем 5310031005.

## Историјат и архитектура
Иницијатор оснивања овог храма који је грађен пуних 6 година од 1682. до 1688. био је тадашњи Митрополит новгородски и великолушки Корнилије, а све са циљем да се подигне место где би се чувала једна од најважнијих заветних реликвија Новгорода — Знамењска икона Мајке Божије. Храм је изграђен средствима Софијског сабора, зидарске радове обављали су московски, а столарске новгородски мајстори. Црква је освештана 20. новембра 1687. године.
Свега неколико година по окончању градње, 1696. црква је доста оштећена у пожару, али је убрзо обновљена. Иконостас у олтару је осликан 1699. године, а у наредним годинама осликане су и фреске на унутрашњим зидовима (фреске су радили костромски иконописци предвођени Иваном Јаковљевичем Бахматовим).
Највећа разарања храм је доживео током Другог светског рата, пошто су немачки окупатори користили унутрашњост цркве као касарну и оружарницу. Тада је страдао највећи део уникатних резбарија у унутрашњости храма, док је већина икона нестала. Процес рестаурације започео је током 1950-их година и водио га је Новгородски завод за рестаурацију.
Црква је саграђена у типичном руском православном стилу, као четворострана троапсидна грађевина са укупно 5 купола и двоетажним тремом. Због бројних пожара и рестаурација које су потом следиле храм је умногоме изгубио део свог оригиналог ентеријера и екстеријера.